# Félix Bossuet

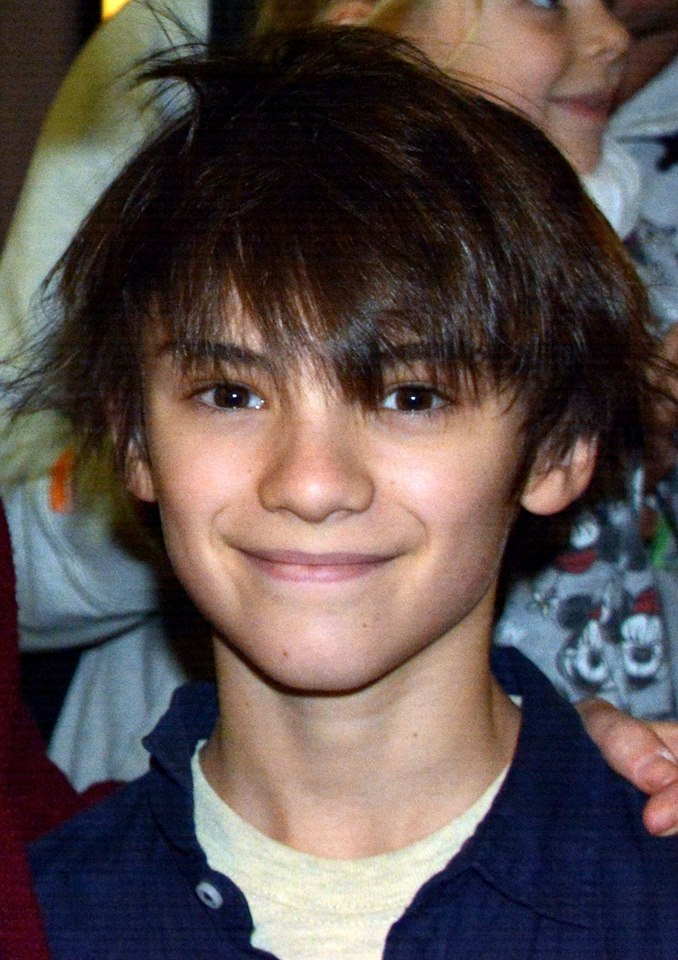
Félix Bossuet (2017)

Félix Bossuet (* 23. Februar 2005 in Paris) ist ein französischer Schauspieler. Bekannt wurde er als Darsteller des Waisenjungen Sebastian in den Belle-&-Sebastian-Filmen.

## Leben
Félix Bossuet wurde 2005 im 12. Pariser Arrondissement geboren. 2012 gewann er ein Casting mit 2400 Kandidaten für die Rolle des Sebastian im Film Belle & Sebastian, der 2013 erschien. Auch in dessen zwei Fortsetzungen spielte er den Sebastian. Darüber hinaus übernahm er Nebenrollen in Kino- und TV-Produktionen wie Mein ein, mein alles (2015) und Monsieur Chocolat (2016).
Sein jüngerer Bruder Octave ist ebenfalls Schauspieler. Die zwei sind gemeinsam in Belle & Sebastian – Freunde fürs Leben zu sehen.

## Filmografie
- 2013: Belle & Sebastian (Belle et Sébastien)
- 2015: Sebastian und die Feuerretter (Belle et Sébastien: l’aventure continue)
- 2015: Mein ein, mein alles (Mon Roi)
- 2016: Débarquement immédiat
- 2016: Éternité
- 2016: Monsieur Chocolat (Chocolat)
- 2017: Hochzeit ohne Plan (Jour J)
- 2017: Belle & Sebastian – Freunde fürs Leben (Belle et Sébastien 3, le dernier chapitre)
- 2018: Zwei auf der Flucht (Traqués)
- 2023: Yannick